# Serena Scott Thomas
Serena Harriet Scott Thomas, född 21 september 1961 i Nether Compton, Dorset, är en brittisk skådespelerska.
Hon är yngre syster till skådespelerskan Kristin Scott Thomas.

## Rollista i urval
- 1993 – Diana - hennes egen historia (TV-film)
- 1993 – Flickan och påfåglarna (TV-film)
- 1996–1997 – Nash Bridges (TV-serie)
- 1998 – Buffy och vampyrerna (TV-serie)
- 1999 – Världen räcker inte till
- 2005 – Gisslan
- 2007 – NCIS (TV-serie)
- 2007 – Nip/Tuck (TV-serie)
- 2014 – Inherent Vice
- 2016 – Rizzoli & Isles (TV-serie)